# Hanka Paldum
Hanka Paldum (în sârbă Ханка Палдум; n. 28 aprilie 1956, Čajniče, Republika Srpska, Bosnia și Herțegovina) este o cântăreață bosniacă de sevdalinka și fondatoare a casei de discuri Sarajevo Disk. Paldum  este considerată una dintre cele mai bune interprete de sevdalinka din secolul al XX-lea și este foarte populară în țara sa natală, Bosnia, precum și în țările din fosta Iugoslavie.

## Biografie

### 1956–1971: Viața timpurie și familia
Hanka Paldum s-a născut într-un oraș din estul Bosniaei, Čajniče, din părinți musulmani bosniaci, Mujo și Pemba. Paldum a avut un frate mai mare Mustafa și două surori, Raza și Rasema. Tatăl ei a fost tăietor de lemne, iar mama ei a vândut covoare pentru a ajuta familia, întrucât salariul tatălui nu era suficient pentru  o familie de șapte persoane. Hanka, cea mai mare fată a familiei, a început să o ajute pe mama ei la treburile casnice de la vârsta de cinci ani. Când Paldum a avut șapte ani, părinții ei s-au mutat de la Čajniče la Vratnik, cel mai vechi cartier din Sarajevo.
Paldum a început să cânte în clasa I, în corul din școala ei primară. Ea a continuat să cânte de-a lungul copilăriei și și-a amintit într-un interviu că: „Am mers cu trenul la casa mătușii mele, sora mamei mele din Rudo. Erau o mulțime de tuneluri și când trenul a intrat într-un tunel, am început să cânt și când a ieșit din tunel m-am oprit, pentru că eram timidă. Ceilalți pasageri au întrebat cine a cântat atât de frumos și am privit pur și simplu pe fereastră ca și cum nu era vorba de mine. Dar, în sinea mea, inima îmi sărea de bucurie."
La vârsta de doisprezece ani, fratele lui Hanka, Mustafa, membru al asociației culturale Bratstvo (Frăția), a încurajat-o să se strecoare prin fereastra dormitorului ei și să cânte la evenimentele asociației, promițând că o să o „acopere”. Ea a cântat timp de 15 până la 20 de minute și a fugit înapoi acasă. Directorul Casei de Cultură, pe nume Marijan Ravlić, i-a rugat pe părinții ei să îi permită să cânte la unele evenimente locale. Tatăl ei i-a permis, doar în prezența fratelui ei mai mare, Mustafa, care era la fel de strict ca tatăl lor. Apoi, Hanka a început să cânte în concursuri de amatori, pe care le-a câștigat adesea, premiile fiind ciocolată cu orez sau zece bilete la cinematograf. A împărțit ciocolatele, în timp ce biletele la cinematograf au rămas nefolosite din cauza stricteții tatălui ei. 
După trei ani, Hanka a reușit să dovedească părinților pasiunea sa pentru muzică și le-a spus că vrea să se înscrie la o școală de muzică. Tatăl ei i-a spus că ar trebui să se înscrie la o școală care să-i ofere o carieră sigură, cu care să găsească un loc de muncă care să-i aducă bani. În această perioadă, tatăl lui Hanka, Mujo s-a îmbolnăvit grav și a murit în scurt timp din cauza bolii sale. Fratele ei Mustafa a murit în 2007 de cancer pulmonar, la 49 de ani. 

### 1972–1978: Radio Sarajevo, primele înregistrări și căsătoria
Paldum a susținut o audiție la Radio Sarajevo și a început lecții de voce. După doi ani de muncă asiduă, a realizat primele înregistrări de arhivă pentru Radio Sarajevo. Erau cântece de sevdalinka, un gen tradițional bosniac de muzică populară. Prima ei înregistrare a fost versiunea ei a unei melodii veche de sevdalinka numită „Moj behare” (My Blossom). Ea a continuat să înregistreze peste o sută de melodii de sevdalinka pentru arhiva radioului. 
Paldum a înregistrat și a lansat prima sa piesă extinsă (EP) în 1973, la șaptesprezece ani, când producătorul și compozitorul Mijat Božović i-a oferit parteneriatul său în înregistrarea a două single-uri „Ljubav žene” (The Love of a Woman) și „Burmu ću tvoju nositi” (Îți voi purta verigheta) alături de marea orchestră populară a Radio-Televiziunii Sarajevo. A înregistrat încă cinci EP-uri în doi ani înainte de a lansa albumul ei de studio de debut, Voljela sam oči nevjerne pe 13 februarie 1974.
Tot în 1975, Hanka a câștigat premiul principal la festivalul cântăreților amatori „Pjevamo danu mladosti” (Cântec de Ziua Tineretului), cu piesa „Pokraj puta rodila jabuka” (Pe marginea drumului, un măr), scrisă de Mijat Božović. Premiul ei a fost o șansă de a înregistra un single cu casa de discuri Sarajevo Diskoton. Această melodie nu a fost un mare succes la acea vreme, dar cu timpul a avut un succes moderat. Ea și-a continuat parteneriatul cu Mijat Božović, care a crezut în talentul ei și că va deveni o mare vedetă populară. El a scris o melodie pentru ea, numită "Voljela sam oči zelene" (I Loved Green Eyes), care în câteva luni a devenit un mare succes; multă vreme piesa a fost melodia prin care s-a identificat Hanka și este încă un hit în fosta Iugoslavia. Există, de asemenea, o versiune în limba slovenă. 
După succesul cu "Voljela sam oči zelene", a cântat ca debutant la Festivalul Ilidža cu melodia "Ja te pjesmom zovem" (Te chem cu cântecul meu). Piesa a fost descalificată deoarece unul dintre membrii jurului, Milan Radić, care era reporter, a considerat că piesa nu era suficient de demnă pentru a intra în partea competitivă a programului. Cu toate acestea, după ce compozitorul Julio Marić a insistat ca piesa să intre în competiție, Hanka a continuat să concureze. Această melodie a devenit un mare succes și a fost cântată apoi de multi alți artiști. 
Hanka l-a cunoscut pe primul ei soț, Muradif Brkić, student la literatură la Universitatea din Sarajevo, pe când era la liceu. După trei-patru luni de prietenie, au început să se întâlnească. S-au căsătorit la scurt timp după ce a absolvit universitatea la sfârșitul anilor 1970. La scurt timp după aceea, s-a dus în serviciul militar obligatoriu în Armata Populară Iugoslavă, iar Hanka a început primul ei mare tur iugoslav cu câmtărețul Meho Puzić. 
Ea și primul ei soț au avut doi copii: o fiică Minela și un fiu pe nume Mirzad. A fost declarată moartă din punct de vedere clinic când l-a născut pe Mirzad, dar a supraviețuit.
Hanka a început să cânte în toate locurile de elită din Saraievo, alături de Omer Pobrić, un cântăreț popular de acordeon și a dobândit astfel experiență de cântăreață vocală. 

### 1979–1982:Voljela sam, voljela;ČežnjașiSanjam
În 1979, soțul ei și-a încheiat serviciul militar. Apoi, cu Hanka și Braco Đirlo, au fondat o companie de discuri numită Sarajevo Disk. Au semnat cu o trupă rock numită  Vatreni Poljubac (Burning Kiss) cu Milić Vukašinović în fruntea trupei. După ce a auzit melodia lui Milić "Volio sam volio" (I Loved, I Loved), Muradif a recomandat ca Hanka să înregistreze acea melodie. La început, Hanka a ezitat și, de asemenea, Milić nu a fost prea încântat de idee: "Am fost un pic sceptic la început, dar când am auzit cum Hanka cânta acea melodie; când am simțit puterea și temperamentul vocii ei, am știut că noi urmam să cucerim Iugoslavia", a spus Milić. Și-a înregistrat versiunea într-un „studio de acasă” deținut de producătorul inovator și compozitorul etno-pop Nikola Borota - Radovan. Întâlnirea lor a fost decisivă pentru cariera ei și ascensiunea sa ca o vedetă a muzicii iugoslave. Interpretarea Hankăi a piesei, "Voljela sam, voljela" (I Loved, I Loved), în 1978, a câștigat publicul și a dus la vânzări de peste un milion de copii; publicul a iubit-o, iar criticii de muzică au lăudat-o. Hanka a devenit recunoscută în toată Iugoslavia și a avut numeroase invitații să cânte în diverse locuri și să susțină propriile concerte. De asemenea, a câștigat multe premii și multă recunoaștere, inclusiv „Oscarul popularității”, trei „Stele de Aur”, și a fost desemnată artista anului. 
În anul următor, în 1979, după un succes semnificativ cu acest single, a înregistrat un alt single „Odreću se I srebra I zlata” (Voi renunța la argint și aur). În același timp, ea a pregătit un album de studio cu lungime completă, numit Srebro i zlato (Argint și aur), numit după această melodie. 
Alături de Milić Vukašinović, ca principal compozitor, au fost prezente și alte nume recunoscute din lumea muzicii populare iugoslave, pop și rock: Goran Bregović, Nikola Borota - Radovan, Bodo Kovačević, Mijat Božović, Blagoje Kosanin. Sub conducerea lui Nikola Borota, pentru prima dată în istoria muzicii populare iugoslave, s-au folosit instrumente de muzică electronică și orchestre de muzică pop, iar melodiile au avut un ritm diferit și, în consecință, interpretările Hankăi au fost diferite și originale. 
Cu melodia „Voljela sam, voljela” și albumul Čežnja (1980), Hanka a contopit muzica folk și rock. Lucrările ei nu au fost bine primite de critici de muzică, compozitori și colegi. Aceștia au afirmat că muzica ei a subminat muzica populară tradițională. Cu toate acestea, Hanka, împreună cu echipa ei, au crezut în ea însăși și în succesul ei și a fost sigură că materialul, chiar dacă este neobișnuit și nedorit, a fost ceva nou și de bună calitate. 
Acest lucru a fost confirmat mai târziu, deoarece Čežnja a avut un succes copleșitor la public, a depășit multe recorduri ale industriei și a vândut peste un milion de copii, iar melodiile în noul stil folk-rock au atras oamenii care nu au ascultat niciodată așa ceva sau muzică populară. 
Cu o abordare netradițională, Hanka a început să atragă mass-media, precum și publicul: în timp ce cântăreața a promovat albumul Čežnja în cadrul festivalului de muzică de la Opatija, a promovat-o și la Belgrad și a avut primul său concert solo în Dom Sindikata, produs din nou de Nikola Borota - Radovan. Lazar Ristovski a cântat la sintetizator, Džemo Novaković la chitară, Sanin Karić a cântat la bas, la două seturi de tobe, în timp ce Ljubiša Pavković și Mico Radovanović, care erau cei doi instrumentiști tradiționali prezenți pe scenă, au cântat la acordeon. A urmat un tur al Iugoslaviei și aproape fiecare melodie din album a devenit un hit, în special piesele „Crne kose” (Părul negru), „Zbog tebe” (Din cauza ta), „Čežnja” (Anul) și „Zbogom” (Adio). 
În 1982, ea a lansat albumul Sanjam (Visez) cu Milić Vukašinović ca principalul compozitor. Cu acest album, Milić a creat opera principală a vieții sale, în timp ce Hanka a trecut de la a fi o cântăreață populară la o mare vedetă iugoslavă. Ținând cont de faptul că firma sa "Sarajevo Disk" nu avea propria casă de discuri, albumul, din cauza cererii copleșitoare, a fost realizat și publicat de patru companii diferite. Succesul Hankăi a fost neașteptat pentru scena muzicală iugoslavă, ea a devenit favorita în ochii publicului și respectată de criticii muzicali. 

### 1983–1991: Južni Vetar, turneu și actorie
Hanka a început un turneu și, pentru prima dată în muzică populară, a susținut concerte în marile arene sportive din Iugoslavia. În „Dom Sindikata” din Belgrad, timp de șapte zile, a susținut un maraton record format din 14 concerte solo. Asemănător albumului precedent de studio, aproape fiecare melodie din album a devenit un hit, în special piesa din titlu „Sanjam” și un mega hit absolut „Ja te volim” (Pe tine te iubesc). La fel "Ljubav je radost i bol" (Dragostea este bucurie și durere) și "Voljeni moj" (Iubitul meu). A primit un premiu ca vedetă iugoslavă, patru Oscaruri pentru popularitate la rând, câteva premii ca artista anului, o placă de aur a premiului umanist și a câștigat următoarele festivaluri: „Ilidža”, „Vogošća”, „MESAM” și „Poselu” al programului 202 Radio Belgrad. 
Hanka este unul dintre cântăreții rari care a susținut concerte solo în arenele „Lisinski”, în Zagreb, Croația, „Sava Center”, la Belgrad, Serbia și „Zetra”, în Sarajevo, capitala țării sale de origine Bosnia și Herțegovina. A susținut multe concerte umanitare. Ea a reprezentat Iugoslavia la Festivalul Internațional de la Berlin. În acest moment, companiile de producție concurau între ele pentru a publica noile melodii ale sale. Hanka cu ajutorul soțului său Muradif a decis să înregistreze cu „Jugodisk” de la Belgrad. S-a spus că suma de bani pe care a primit-o de la Jugodisk a fost cea mai mare din istoria Iugoslaviei. În 1983, a lansat albumul Dobro došli prijatelji (Welcome Friends) din nou, alături de compozitorul Milić Vukašinović. 
Următorul ei album, Tebi ljubavi (For You, My Love) a fost lansat în 1984 și a avut un succes extraordinar. Melodiile au fost scrise de Mišo Marković. Cel mai mare hit de pe album a fost balada „Ali pamtim još” (Încă îmi amintesc). 
În 1985, împreună cu compozitorul Miodrag Ilić și trupa Južni Vetar (Vântul de sud), a înregistrat albumul Nema kajanja (Nu regret). Cu acest album a dominat genul popular oriental folk și a devenit unul dintre cele mai de succes albume ale anului.
Încă o dată, a revenit în studio alături de Milić Vukašinović în 1986 și a înregistrat albumul Bolno srce (Aching Heart), care a conținut numeroase viitoare hituri. În acest album a înregistrat și o melodie sevdalinka numită „Sjećaš li se djevo bajna” împreună cu acordeonistul, Milorad Todorović. 
Ea a avut un rol cameo în filmul regizat deBenjamin Filipović Praznik u Sarajevu (Sărbători la Sarajevo, 1991), într-o scenă cu Emir Hadžihafizbegović. 
Paldum s-a căsătorit a doua oară cu Fuad Hamzić. Căsătoria, de asemenea, s-a încheiat cu un divorț. Ulterior, ea a numit căsătoria o „greșeală”. 

### 1992–1995: Destrămarea Iugoslaviei
Odată cu destrămarea Iugoslaviei și începerea Războaielor Iugoslave, în timpul Războiului Bosniac, Paldum a locuit la Sarajevo între 1992 și 1995. 

### 1996–2008:Nek' je od srcașiŽena kao žena
Paldum a colaborat cu Hari Varešanović, cântăreața trupei Hari Mata Hari, la albumul ei din 1999 Nek 'je od srca (Let It Be From the Heart). Au înregistrat piesa de succes „Crni snijeg” (Zăpada neagră) împreună. Balada „Svaka rijeka moru stići će” (Fiecare râu va atinge marea) a fost numită „cea mai bună melodie a anului” de către posturile de radio. 
În noiembrie 2004, a susținut un concert major în Arena Zetra din Sarajevo, marcând cele trei decenii ale carierei sale. Printre invitați s-au numărat Halid Bešlić, Alka Vuica, Josipa Lisac, Esma Redžepova, Saša Matić și Milić Vukašinović. 
A cântat ultimele melodii ale carierei sale, ca de exemplu „Žena kao žena” (O femeie ca o femeie), „Što da ne” (De ce nu), „Sarajevo” și „Dođi” (Vino aici) în 2006, acestea au fost lansate pe albumul de studio Žena kao žena al casei de discuri Hayat Production. Balada „Mojoj majci” (Către mama mea) a fost cea mai mare reușită melodie a acestui album. 

### 2008–2014:Sevdah je ljubavșiŠto svaka žena sanja
La 7 noiembrie 2012, în timpul unui concert umanitar la Zenica, Paldum și cântăreața sârbă Dragana Mirković au cântat public pentru prima dată în duet melodia lor „Kad nas vide zagrljene” (When They See Us Embrace). Piesa a avut premiera oficială un an mai târziu, la 26 noiembrie 2013, când a fost lansat videoclipul. Videoclipul o arată pe Paldum la Sarajevo cântând despre Bosnia și pe Mirković în Belgrad cântând despre Serbia. Aproape de sfârșitul videoclipului cele două se întâlnesc pe podul Stari Most din Mostar, unde se îmbrățișează și dansează. Videoclipul lor a fost prezentat de nenumărate ori în mass-media bosniacă și sârbă.

### Cariera ulterioară

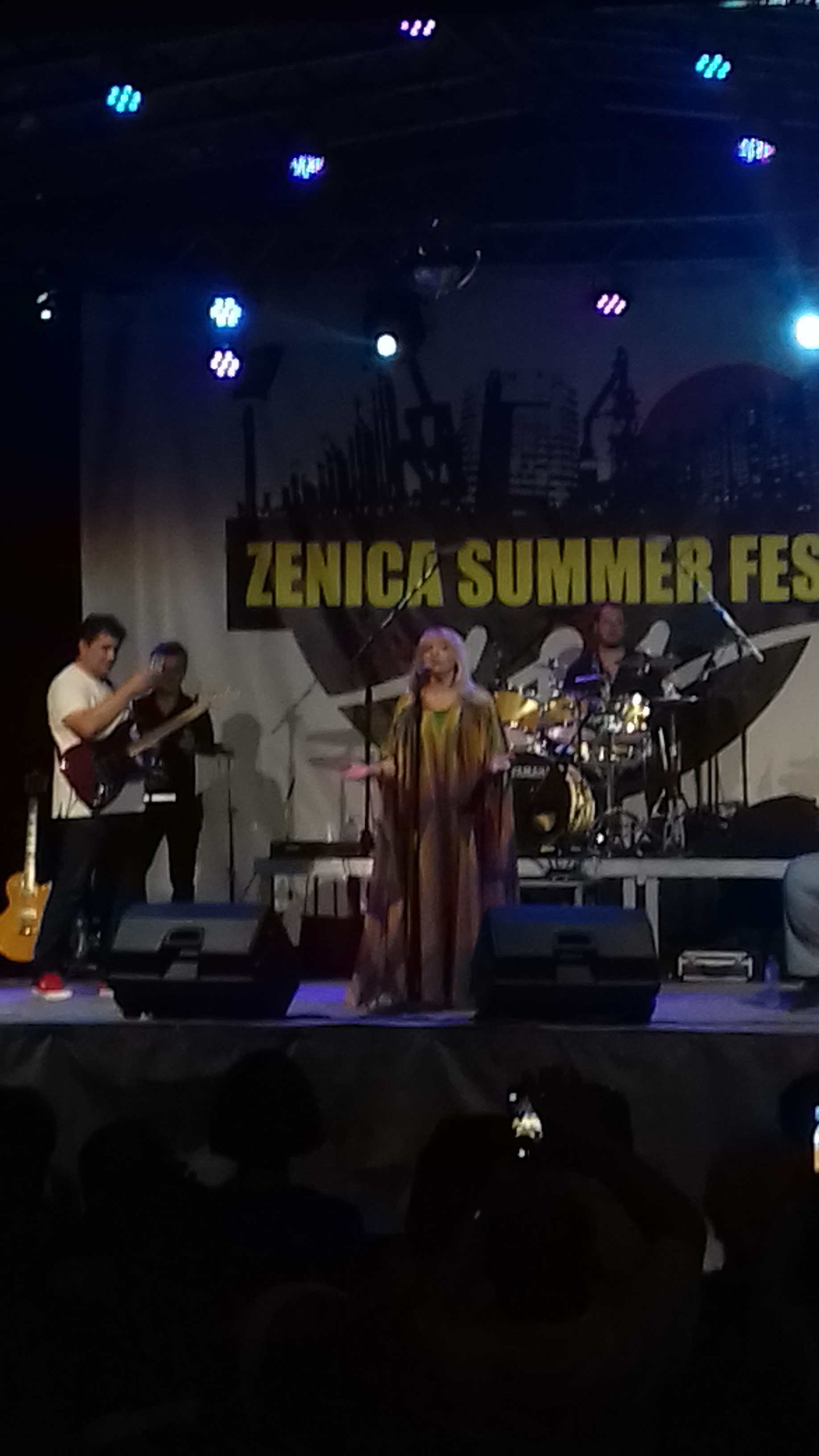
În a 16-a noapte a festivului de vară de la Zenica, 2019

Paldum a participat la 7 august 2019 la festivalul de vară din Zenica, cu un spectacol solo de 2 ore în piața orașului Zenica (în a 16-a noapte a festivului).

## Viață personală

### Căsătoriile și copiii
Prima căsătorie a fost cu Muradif Brkić, directorul casei de discuri Sarajevo Disk. Nunta lor din 1976 a avut loc în orașul natal Duvno. Paldum a avut doi copii cu Brkić: fiica Minela (născută în 1981) și fiul Mirzad (născut în 1985). A fost declarată moartă din punct de vedere clinic în timp ce l-a născut pe Mirza, dar în cele din urmă ea a supraviețuit.
Fiul ei, Mirza, a avut mai multe probleme cu legea. În 2006 a intrat într-un pieton în timp ce conducea o motocicletă, la 26 februarie 2011 a fost rănit în timpul unei împușcături la Sarajevo, iar la 14 ianuarie 2014, trei femei au fost grav rănite când le-a atacat în timp ce era sub influența amfetaminelor. Paldum l-a trimis în Germania într-un centru dedicat dependenților de droguri. În noiembrie 2014 a fost arestat după ce poliția a găsit un pistol și heroină în posesia sa. Paldum l-a dat afară din casa ei după acest incident spunând că „sufletul ei este rănit”, dar nu are alte opțiuni.

### Acuzații de tortură
În ianuarie 2013, Goran Golub, un fost sârb captiv în lagărul de concentrare din Silos, a acuzat-o pe Paldum că l-a torturat la 10 februarie 1993 în timpul războiului din Bosnia. Golub a spus că, în timp ce era prizonier în lagăr, Paldum și colegul său, cântărețul bosniac Dino Merlin, urmau să țină spectacole pentru soldații Armatei Republicii Bosnia și Herțegovina pe muntele Igman, unde se afla Silos. În acea zi, Golub susține că a văzut-o pe Paldum plimbându-se în jurul taberei purtând o ținută de armată, când l-a văzut că se uită la ea, el susține că s-a apropiat de el și a strigat „La ce te uiți?”. Deoarece nu a răspuns nimic, el susține că Paldum l-ar fi întrebat: „Ce, vrei să te culci cu mine?" Golub nu a răspuns nimic și susține că Paldum i-a ordonat să se așeze și să-și întindă picioarele, apoi el susține că ea a călcat pe organele sale genitale cu toată puterea. Golub mai susține că această tortură sexuală este motivul pentru care nu s-a căsătorit niciodată și că își amintește de tortură de fiecare dată când urinează. Paldum a negat acuzațiile și a mai declarat că niciodată nu a fost în Silos în timpul războiului. Ea a declarat că prima dată când a părăsit orașul Sarajevo în timpul asediului și războiului a fost la 6 septembrie 1993, la scurt timp după deschiderea Tunelului Sarajevo. A mers pe muntele Igman cu câțiva cântăreți, dintre care unul era Dino Merlin, pentru a cânta pentru soldații bosniaci. Întrebată dacă a văzut sau a avut vreun contact cu prizonierii sârbi în timpul războiului, ea a spus "Nu! Niciodată, niciodată!" După concert, ea și ceilalți cântăreți au fost aduși înapoi în orașul Sarajevo cu un elicopter. 
Afirmațiile lui Golub au creat un vârtej în mass-media din fostele țări iugoslave. Cântăreața sârbă Jelena Karleuša i-a luat apărarea lui Paldum în cadrul unei apariții televizate pe canalul bosniac Pink BH.
Paldum a depus un proces împotriva avocatului lui Golub, Duško Tomić, în martie 2013, pentru acuzații false de crime de război și tortură. În aceeași lună, ea a fost citată: „În ceea ce mă privește, abia aștept să fie lansată o anchetă ca urmare a acuzațiilor pe care mass-media le-a evidențiat și doresc să șterg această pata de pe numele meu și să demonstrez că sunt nevinovată. Abia aștept ca toate acestea să se termine."

## Discografie
- Voljela sam oči nevjerne (1974)
- Srebro i zlato (1979)
- Sjajna zvijezdo (1980)
- Čežnja (1980)
- Sanjam (1982)
- Dobro došli prijatelji (1983)
- Tebi ljubavi (1984)
- Nema kajanja (1985)
- Bolno srce (1986)
- Gdje si dušo (1988)
- Kani suzo izdajice / Tako me uzbuđuješ (1989)
- Vjetrovi tuge (1990)
- Nek' je od srca (1999)
- Džanum (2001)
- S' kim si – takav si (2003)
- Žena kao žena (2004)
- Što svaka žena sanja (2013)

## Filmografie

### Film
- Praznik u Sarajevu (Sărbători la Sarajevo, 1991)

### Televiziune
- Në orët e vona (Ore târzii, 1982)
- Nad lipom 35 (Sub tei, 2006)
- Lud, zbunjen, normalan (Nebun, confuz, normal, 2009–12); 2 episoade